# Malthe Møller
Malthe Christian Møller (24. november 1771 – 22. juli 1834) var en dansk forfatter og tidsskriftsudgiver.
Malthe Møller var søn af toldkontrollør Peder Møller (død 1790) og Ulrica Elisabeth født Bruun, er født i Helsingør og blev dimitteret fra sin fødebys skole 1788. Han studerede teologi; men 1792 forlod han København og gik til Göttingen for at undgå sine pårørendes bebrejdelser, fordi han ikke tog eksamen. Derfra gik han til Jena, hvorfra han 1795-97 anonymt udgav Repertorium for Fædrelandets Religionslærere, 5 hæfter, der skaffede ham en lige så stor som kortvarig berømmelse.

## Repertorium for Fædrelandets Religionslærere
Skriftet blev ved Rasmus Nyerups og Johan Erik von Bergers hjælp trykt i København. Dets hensigt var at gøre teologerne bekendt med Immanuel Kant, ved hvem filosofien var blevet "Videnskabernes Videnskab". Uagtet det er Møllers egen særprægede fortolkning af Kant man gøres bekend ved hjælp af Repertoriet, fik det dog i denne henseende en betydning, i det den mand i Danmark, der har gjort det dybeste studium af "den store Kønigsberger-vise", Anders Sandøe Ørsted, her første gang synes at være blevet opmærksom på ham.
Men for de flestes vedkommende var det andre Sider i disse hæfter, der vakte opsigt. Forfatteren udgav sig for præst, talte om, hvorledes han for sandhedens skyld var blevet "miskjendt og forhadt og forfulgt af odium theologicum i den Kreds, hvori han levede; derfor svandt hans Livs fejreste Dage i Kummer". Dertil kom, at forskellige præster, på hvis liv han mente der var noget at udsætte, på mere eller mindre tydelig måde omtaltes.
Tiden var skrivelysten, og i forskellige tidsskrifter fremkom der afhandlinger for og mod Repertoriet. Biskop Balle, hvem bladet i øvrigt roste, fik en anonym opfordring til at få udgiveren straffet, hvis han virkelig var præst. Han skrev og offentliggjorde også en indstilling til Kancelliet, men kun for at forhindre, at en sådan forholdsregel toges, hvis den, som det sagdes, var påtænkt. Da Møller opgav sin anonymitet, tabte Repertoriet sin interesse.
Nogle breve, han har skrevet til Rasmus Nyerup, viser, at Møller i disse år har været nær ved det paranoide. Han troede sig kaldet til at reformere verden, men også, at denne ikke tænkte på andet end at forhindre ham fra at udføre dette. Bogtrykkeren fylder "af Ondskab" Repertoriet med trykfejl. Biskop og Kancelli efterstræber ham, hans breve bliver åbnede, forfatterne bagvasker ham m. m. Men netop fordi han virkelig troede dette, gjorde hans udtalelser indtryk, indtil det opdagedes, at det hele var en forstyrret fantasis indbildninger. Lige så usandfærdig er han i de oplysninger, han giver om sine forhold i Tyskland, hvor han påstår, at han kunne blive dr. theol. og professor, når han ville sværge på Konkordieformlen. Han synes dog at være bleven magister, i det mindste kalder Balle ham således. 1798 sad han i gældsfængsel.

## Hjemkomst til Danmark
Hvornår han kom hjem, vides ikke. Endnu 1805-6 viser et sammenstød med Balle, at han ikke har forandret sig synderlig. Han levede af litterært arbejde, udgav en mængde oversættelser, redigerede 1808 et ugeskrift, Fortid og Nutid, 1817-18 Dagsposten og 1829-34 Den danske Statstidende (Berlingske Tidende). I disse blade findes der intet spor af Repertoriets anskuelser. Der siges, at han anså dette for et mislykket arbejde, som han ikke gerne omtalte.
1813 erhvervede han tilladelse til i stedet for at underkaste sig teologisk embedseksamen at disputere; men tilladelsen blev ikke benyttet. Hele hans liv, i det mindste i hans yngre år, bestod af tilløb, uden at han gjorde alvor af at springe, og forsæt, som aldrig blev udførte.
Han døde ugift i København.